# Ле-Борн (Верхняя Гаронна)
Ле-Борн (фр. Le Born, окс. Lo Bòrn) — коммуна во Франции, находится в регионе Юг — Пиренеи. Департамент — Верхняя Гаронна. Входит в состав кантона Вильмюр-сюр-Тарн. Округ коммуны — Тулуза.
Код INSEE коммуны — 31077.

## География
Коммуна расположена приблизительно в 560 км к югу от Парижа, в 33 км к северу от Тулузы.
На севере коммуны протекает река Теску, а на востоке — её небольшой приток Вердет фр. Verdet.

## Климат
Климат умеренно-океанический. Зима мягкая и снежная, весна характеризуется сильными дождями и грозами, лето сухое и жаркое, осень солнечная. Преобладают сильные юго-восточные и северо-западные ветры.

## Население
Население коммуны на 2010 год составляло 431 человек.
| 1962 | 1968 | 1975 | 1982 | 1990 | 1999 | 2010 |
| ---- | ---- | ---- | ---- | ---- | ---- | ---- |
| 223  | 186  | 194  | 266  | 303  | 261  | 431  |

## Администрация
| Период | Период | Фамилия       | Партия | Примечания |
| ------ | ------ | ------------- | ------ | ---------- |
| 2001   | 2008   | Ален Свободны |        |            |
| 2008   | 2020   | Робер Сабатье |        |            |

## Экономика
В 2010 году среди 271 человека трудоспособного возраста (15—64 лет) 206 были экономически активными, 65 — неактивными (показатель активности — 76,0 %, в 1999 году было 78,0 %). Из 206 активных жителей работали 189 человек (103 мужчины и 86 женщин), безработных было 17 (8 мужчин и 9 женщин). Среди 65 неактивных 12 человек были учениками или студентами, 32 — пенсионерами, 21 были неактивными по другим причинам.

## Достопримечательности
- Церковь Св. Фе

## Фотогалерея
- Ле-Борн
- Ле-Борн
- Церковь Св. Фе
- Мэрия
- Карта коммуны